# Технички универзитет у Истанбулу
Технички универзитет у Истанбулу (тур. İstanbul Teknik Üniversitesi) је државни универзитет у Истанбулу. Трећи је технички универзитет по старости на свету посвећен инжењерским наукама, као и друштвеним наукама у последње време, као и једна од најистакнутијих образовних институција у Турској.
Селективност је изузетно висока, а само 1% од скоро 2 милиона кандидата на пријемном испиту успе да се упише на Технички универзитет у Истанбулу. Бројни дипломци постали су и чланови академије наука у САД, Уједињеном Краљевству и Русији. Његов кошаркашки тим КК ИТУ игра у Првој лиги Турске у кошарци.